# Munsu-dong
Munsu-dong (koreanska: 문수동) är en stadsdel i staden Yeosu i provinsen Södra Jeolla, i den södra delen av Sydkorea, 320 km söder om huvudstaden Seoul. .